# Elitewagen

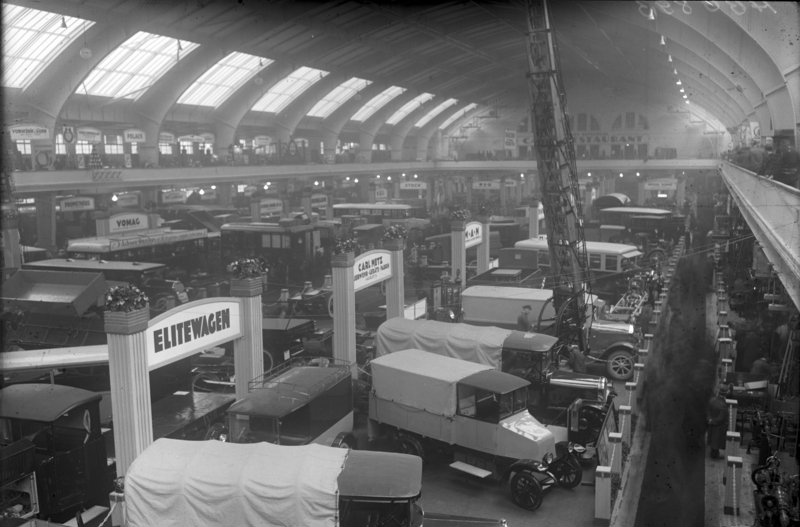
Stand der Elitewagen AG auf der Internationalen Automobil-Ausstellung im Dezember 1924 in Berlin

Aktie über 20 RM der Elitewagen AG vom Juni 1925

Die Elitewagen-AG war ein deutsches Unternehmen, das Automobile und Nutzfahrzeuge produzierte.

## Unternehmensgeschichte
Das Unternehmen wurde zum 28. September 1917 als Tochtergesellschaft der Elite-Werke AG in Brand-Erbisdorf in der Rechtsform einer Aktiengesellschaft gegründet und hatte seinen Sitz in Berlin. Das Aktienkapital betrug bei der Gründung 1 Million Mark. Als Unternehmenszweck wurde definiert: Bau, Vertrieb, Vermietung, Instandsetzung und Unterhaltung elektrischer Kraftfahrzeuge, insbesondere Elitewagen, sowie Einrichtung von Lade- und Einstellräumen an geeigneten Orten, Handel mit Kraftwagen und Kraftwagenteilen jeder Art, Beteiligung an ähnlichen Unternehmungen. Die Fahrzeuge wurden unter der Marke Elitewagen vertrieben.
1918 wurde die Automobil- und Maschinen-Fabrik Hentschel & Co. in Berlin übernommen, deren Anlagen als Reparaturwerkstatt und Ladestation genutzt wurden. 1919 ging auch die Berliner Reparaturwerkstatt der Elite-Werke AG in der Zossener Straße in das Eigentum der Elitewagen-AG über. 1920 erfolgte die Übernahme des Unternehmens Deutsche Automobil-Industrie Hering & Richard AG in Ronneburg (Thüringen), das Fahrzeuge unter der Marke Rex-Simplex anbot. 1921/1922 erwarb die Elitewagen AG eine Beteiligung an der Fahrzeugfabrik F. G. Dittmann AG in Berlin-Wittenau.
1923 endete die Produktion von Personenkraftwagen in Ronneburg, die Produktion von Lastkraftwagen lief noch bis 1925. Am 16. Februar 1925 beschloss die Generalversammlung des Unternehmens, das im Zuge der Inflation schrittweise auf zuletzt 78 Millionen Mark angeschwollene Aktienkapital auf 780.000 Reichsmark umzustellen. Nachdem Mitte 1925 eine Erhöhung des Aktienkapitals erfolgt war, wurde die Produktion anscheinend noch im gleichen Jahr eingestellt. Der Vorstand des Unternehmens bestand zu dieser Zeit aus Paul Muchow und Walter Bodstein. Die Fabrik in Ronneburg wurde an die Muttergesellschaft Elite-Werke AG verpachtet, die Anlagen in Berlin gingen an Paul Muchow unter der Firma Muchow & Co., die Aktiengesellschaft wurde – „mangels Masse“ ohne formelles Konkursverfahren – 1928 aufgelöst.

## Fahrzeuge

### „Das elektrische Pferd“
Im Jahr 1918 aus dem Produktionsprogramm von Hentschel & Co. übernommen, wurde der Einheits-Elektromobil-Vorspannwagen für Straßenreinigungs- und Müllabfuhrfahrzeuge aller Art unter der plakativen Bezeichnung „Das elektrische Pferd“ bis in die frühen 1920er Jahre hinein erfolgreich weiterproduziert. Es handelte sich um eine Antriebseinheit aus einer starren, lenkbaren Vorderachse mit zwei 4-PS-Elektromotoren, die mit verschiedenen Funktionseinheiten (mit Hinterachse) gekuppelt werden konnte. Als eine Art Zwischenstufe leistete dieses Fahrzeug einen wichtigen Beitrag zum Übergang von Pferdefuhrwerken auf Kraftfahrzeuge, da der Vorspannwagen wie ein Pferd im Ablauf der Tages- und Jahreszeiten für verschiedene Funktionen eingesetzt werden konnte. Annähernd vergleichbare Konzepte waren in späteren Jahrzehnten Geräteträger und Lastkraftwagen mit Wechselaufbauten.

### Personenkraftwagen

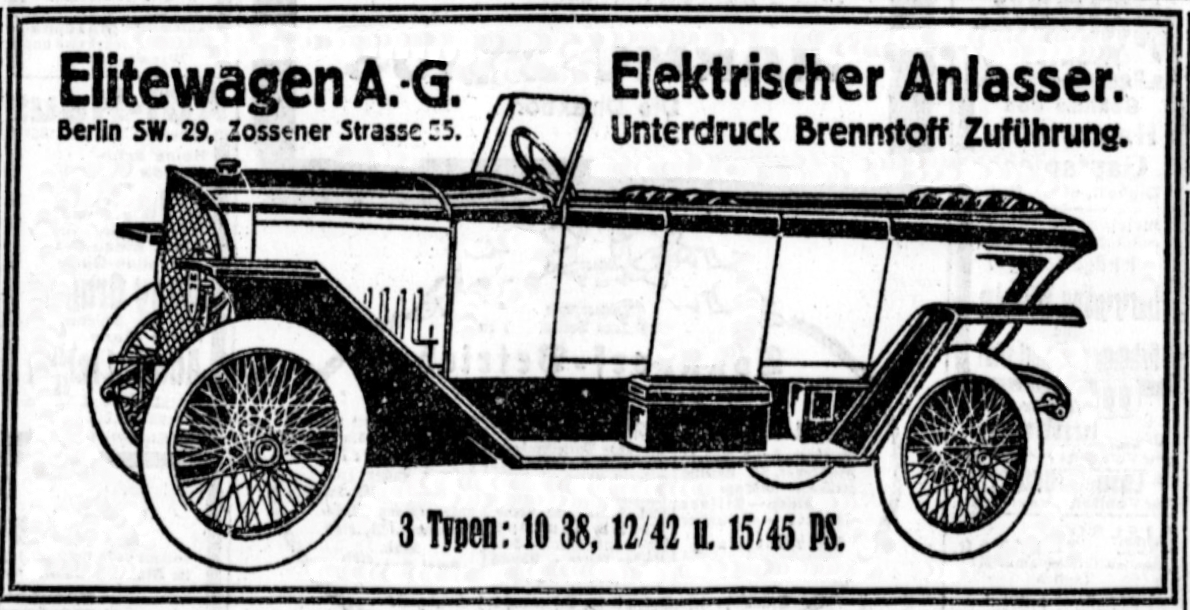
Offene Limousine

Das bekannteste Modell war der 13/40 PS. Es war der Nachfolger des Rex-Simplex 13/40 PS. Die Werbung (siehe Bild) berichtet von drei Typen mit 10/38, 12/42 und 15/45 PS.

### Lastkraftwagen
In Bezug auf die Nutzfahrzeuge gab es eine Verbindung zum Unternehmen Gebhardt & Harhorn. Die Fahrzeuge wurden von einem Elektromotor angetrieben. Es waren Dreiräder mit einzelnem Vorderrad. Der Elektromotor mit 2,5 PS war oberhalb des Vorderrades montiert und trieb dieses an. Das Leergewicht betrug 800 kg, davon 300 kg für die Batterien. Die Höchstgeschwindigkeit war mit 18 bis 20 km/h angegeben und die Reichweite mit 60 bis 70 km.